# Bilja topoli
Bilja topoli (ukrainisch Біля тополі ‚In der Nähe der Pappel‘) ist ein ukrainischsprachiges Lied aus der Zeit des russisch-ukrainischen Krieges. Das Lied der polnischen Band Enej ist den gestorbenen ukrainischen Soldaten gewidmet.

## Entstehung
Die Musik wurde von den ukrainischstämmigen Polen Piotr und Paweł Sołoducha von der Band Enej geschrieben, den Text verfasste Piotr Sołoducha.
Nachdem sie es 2014 erstmals aufgeführt hatte, nahm die Band Enej das Lied 2015 gemeinsam mit dem ukrainischen Musiker Taras Tschubaj und Iwan Lenjo, dem Leiter der Band Kozak System, auf und veröffentlichte es im Album Paparanoja sowie vorab auf YouTube.

## Inhalt
Das Lied handelt von einem gefallenen „jungen Kosaken“ und seinen Eltern, die vergeblich auf seine Rückkehr aus dem Krieg warten. Im Refrain wird der „Kampf für die Freiheit […], für die Wahrheit und das Schicksal neuer Generationen“ hervorgehoben, in dem der Soldat weit gekommen sei.

## Coverversionen
Besondere Aufmerksamkeit erhielt das Lied während des russischen Überfalls auf die Ukraine. Im Frühjahr 2022 wurde es unter anderem von Kristonko, Shumei und Yaktak gecovert. Die Coverversion von Shumei kam in der Ukraine in die Apple Music Top 100 und wurde auf YouTube mehr als 24 Millionen Mal aufgerufen.